# Cerny-en-Laonnois
Cerny-en-Laonnois är en kommun i departementet Aisne i regionen Hauts-de-France i norra Frankrike. Kommunen ligger  i kantonen Craonne som ligger i arrondissementet Laon. År 2022 hade Cerny-en-Laonnois 63 invånare.

## Befolkningsutveckling
Antalet invånare i kommunen Cerny-en-Laonnois
Referens: INSEE